# Chrysoprasis piriana
Chrysoprasis piriana là một loài bọ cánh cứng trong họ Cerambycidae.